# Agence anti-corruption de la république du Kazakhstan
 (novembre 2022).
L'Agence anti-corruption de la république du Kazakhstan (kazakh : Қазақстан Республикасының Сыбайлас жемқорлыққа қарсы іс-қимыл Агенттігі) est un organisme public de lutte contre la corruption directement subordonné et responsable devant le président de la république du Kazakhstan, qui est chargé de l'élaboration et de la mise en œuvre de la politique de lutte contre la corruption du Kazakhstan et de la coordination dans le domaine de la lutte anti-corruption.

## Histoire
Le 6 août 2014, conformément au décret du président de la république du Kazakhstan « Sur les mesures visant à améliorer davantage le système d'administration publique du Kazakhstan », est créée l'Agence de la république du Kazakhstan pour les affaires de la fonction publique et la lutte contre la corruption. Cette dernière remplace l'Agence de la république du Kazakhstan pour la lutte contre la criminalité économique et la corruption.
Le 13 septembre 2016, le ministère des Affaires de la fonction publique de la république du Kazakhstan devient l'Agence de la république du Kazakhstan pour les affaires de la fonction publique et la lutte contre la corruption.
Le 13 juin 2019, le Bureau national de lutte contre la corruption devient l'Agence de la république du Kazakhstan pour la lutte contre la corruption, en tant qu'organisme d'État directement subordonné et responsable devant le président de la république du Kazakhstan.
L'Agence élabore et met en œuvre la politique anti-corruption du pays et coordonne la lutte contre la corruption, ainsi que l'identification, la suppression, la divulgation et les enquêtes sur les faits de corruption.